# Tuckerboot

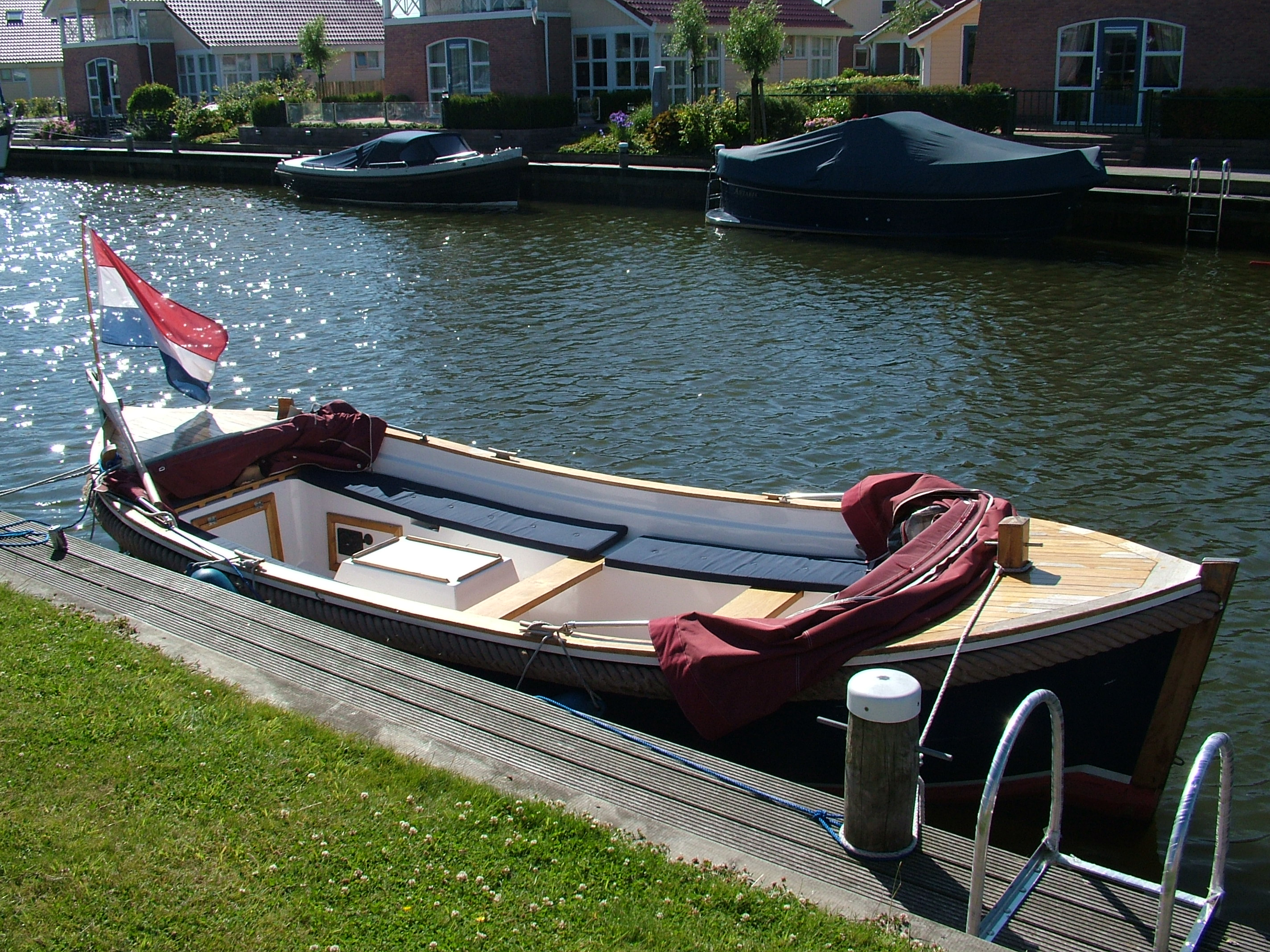
Holländischer sloep

Ein Tuckerboot ist ein kleines, offenes Motorboot, auch Barkasse genannt, das früher als kleines Arbeitsboot in Häfen und auf Kanälen eingesetzt wurde. Es verfügt im Normalfall über eine Einbaumaschine und ist in der Rumpfform als Spitzgatter ausgelegt. In den Niederlanden heißen diese Boote sloep, abgeleitet von Schaluppe.
Der Name Tuckerboot wird abgeleitet durch das Geräusch des Blubberns des Motorenkühlwassers, das beim Fahrtbetrieb durch den Auspuff nach außen gepumpt wird.
Im Jollenhafen von Hamburg-Blankenese (53° 33′ 19″ N, 9° 48′ 43″ O) gibt es eine größere Gruppe von Tuckerbooten, deren Eigner ihre Boote in früheren Jahren zum Einkaufen in der Stadt nutzten. Einige werden derzeit als Ausflugsboote verwendet und sind teilweise mit Brennstoffzellen ausgerüstet als sog. H2Yachten.